# Eligius Fromentin
Eligius Fromentin, född 1767 i Frankrike, död 6 oktober 1822 i New Orleans, var en fransk-amerikansk präst, jurist och politiker (demokrat-republikan). Han representerade delstaten Louisiana i USA:s senat 1813–1819.
Fromentin arbetade som katolsk präst i Étampes. Han gick i landsflykt i samband med franska revolutionen. Han bosatte sig först i Pennsylvania, flyttade sedan till Maryland, där han arbetade som lärare och studerade juridik. Han lyttade sedan till New Orleans där han arbetade som advokat.
Fromentin efterträdde 1813 Allan B. Magruder som senator för Louisiana. Han efterträddes sex år senare av James Brown.